# 西グリーンランド海流

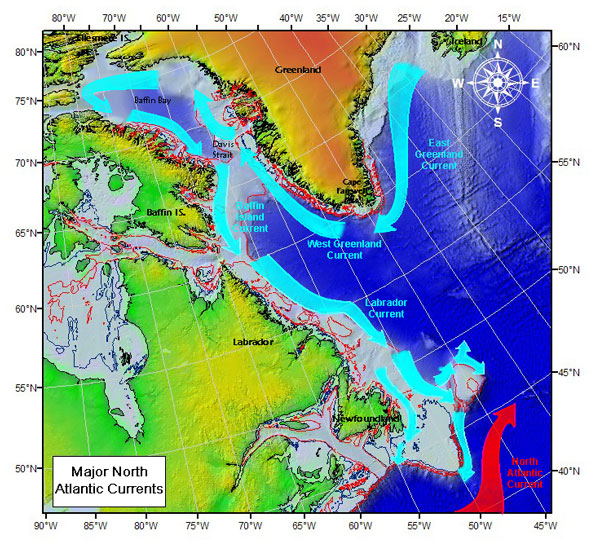
グリーンランド付近の海流

西グリーンランド海流（にしグリーンランドかいりゅう、英語: West Greenland Current）とは東グリーンランド海流とイルミンガー海流の一部がグリーンランドの南端フェアウェル岬沖合いで合流し、グリーンランド西岸で北上する海流を言う。したがってフェアウェル岬沖合いには、夏でも摂氏2度以下、31～34‰の低温、低塩分の水塊と、4～6度、34.95‰以上の比較的高温、高塩分の水塊が共存している。しかしグリーンランド西側では一般に暖流の特性を示し一部はデービス海峡からバフィン湾に流入するが、大部分は海峡において反転、南下しラブラドル海流に連なる。